# يوسف ناصر (شاعر)
يوسف ناصر ، (1943 - 2023) شاعر غنائي كويتي يعتبر من مؤسسي الأغنية الكويتية القديمة.

## سيرته الذاتية
ولد الشاعر يوسف ناصر محمد المسفر في الكويت عام 1943، وهو متزوج ولديه سبعة أولاد أكبرهم محمد، وينتمي إلى عائلة كويتية معروفة، فوالده من رجالات العلم وصاحب مدرسة، لكن لم تتوافر له الحرية في التعبير المطلق في كتاباته كبقية رفاقه بسبب البيئة التي عاش فيها، مع ذلك كانت طفولته بريئة فيها مرح وحرية وانطلاق، وكان البحر مرجعه الأخير، يقصده ليغسل همومه على شاطئه، خصوصاً في مرحلة المراهقة، وأول قصيدة كتبها في الرابعة عشرة من عمره، وكانت خواطر عبّر من خلالها عما في داخله، ولم يكن لديه إلمام كافٍ بالقوافي والأوزان، إلا أنه يحتفظ بها كونها تمثل بدايته. أما نقطة التحول الحقيقية في حياته فكانت عندما التحق بمؤسسة الفنون التابعة لوزارة الشؤون الاجتماعية والعمل، وكان يعزف على آلتي العود والكمان، فكتب قصيدة «متى تعود يا حبيب الروح» وهي من الفن (السامري) وقرأها لأصدقائه الذين أعجبوا بها وشجعوه على إظهارها إلى النور، فأعطاها إلى الملحن والمطرب عبد الحميد السيد الذي غناها في الإذاعة، وكان أجره خمسة دنانير آنذاك، فنجحت نجاحاً باهراً، وبعد ذلك طلب منه عبد الحميد السيد قصيدة أخرى فكتب «يا قمر محلى ضياك» وانطلق بعدها في النجومية.

## الانطلاقة الحقيقية
بدأت الانطلاقة الحقيقية للشاعر يوسف ناصر بين أوائل السبعينيات ومنتصف الثمانينيات، عندما التقى الثلاثي عبد الرحمن البعيجان ويوسف ناصر وعبد الكريم عبد القادر، حينها كان يجمعهم مجلس فني واحد، وكان التنافس الشريف في الوسط الفني على أشده، فقدم يوسف ناصر أروع ما كتبه وحلّق بعيداً في إبداعاته وبلغ قمة النضوج، فأثرى الساحة الفنية بأغان جميلة مثل: «تعيش وتسلم»، «بالهون عليه بالهون»، «جاني يتشكى»، «ما نسيناه»، «وين مرساك»، «غاب بدري»، و«الفرحة طابت». وكانت تلك الفترة اهم محطة في حياته، ويرجع الفضل في هذه النقلة المتميزة إلى الملحن البعيجان وصوت عبد الكريم، وبعد ذلك التقى الملحن راشد الخضر وقدم معه أغاني من بينها: «يكفي خلاص» لعبد الكريم عبد القادر، «فارس أحلامي» للمطربة نوال، من ثم كوّن ثنائياً ناجحاً مع الفنان محمد البلوشي في أغانٍ كثيرة أهمها: «حبيبي عسى ربي يجازيه»، «دار الهوى شامي يا بو عبدالله»، «مرة أطيعك» للمطربة نوال.

## كتب لـعبد الكريم عبد القادر

### في ألبوم تكون ظالم
1. وهو أول ألبوم للفنان عبد الكريم عبد القادر
2. آه يالأسمر يا زين، ألحان : مصطفى العوضي
3. ناطرين أحباب، ألحان : عبد الرحمن البعيجان
4. الله حسيبك، ألحان : عبد الرحمن البعيجان

### في ألبوم عاشق
1. حبة يا قلبي، ألحان : عبد الرحمن البعيجان
2. سلام الوداع، ألحان : سعيد البنا
3. بالهون، ألحان : عبد الرحمن البعيجان
4. ما نسيناه، ألحان : عبد الرحمن البعيجان
5. سر المحبة، ألحان : عبد الرحمن البعيجان
6. وا شقى قلبي، ألحان : عبد الرحمن البعيجان

### في ألبوم زوار
1. زين الحلا، ألحان : عبد الرحمن البعيجان
2. تعيش وتسلم، ألحان : عبد الرحمن البعيجان
3. يا صويحبي، ألحان : عبد الرزاق العدساني
4. ياهل الركايب، ألحان : عبد الرزاق العدساني

### في ألبوم مركب غرامي
1. ليالي الأمان، ألحان : عبد الرحمن البعيجان
2. من غير مواعيد، ألحان : مرزوق المرزوق
3. اللي يعزنا، ألحان : عبد الرحمن البعيجان

### في ألبوم سر المحبة
1. سر المحبة، ألحان : عبد الرحمن البعيجان
2. بو عيون فتانة، ألحان : أحمد باقر
3. اشحدا ما بدالك، ألحان : أحمد باقر
4. طيف الأحبة، ألحان : أحمد باقر

### في ألبوم باختصار
1. أحسب الجيات، ألحان : عبد الرب ادريس

### في ألبوم الله معاي
1. أقبلت، ألحان : راشد الخضر

### في ألبوم محال
1. يكفي خلاص، ألحان : راشد الخضر
2. الوجه الصبوحي، ألحان : راشد الخضر

### في ألبوم أنا ويلي
1. علام القمر، ألحان : محمد شفيق

## كتب لـمحمد عبده

### في ألبوم تكون ظالم
1. أنت معاي، ألحان : عبد الرب ادريس
2. جيتك حبيبي - ألحان : عبد الرب ادريس

## أشهر الفنانيين العرب والخليجيين الذي كتب لهم
1. محرم فؤاد
2. وديع الصافي
3. عوض دوخي
4. عبد اللطيف التلباني
5. علية التونسية
6. هاني شاكر
7. غيثة بن عبد السلام
8. طلال مداح
9. محمد عبده
10. عبد الكريم عبد القادر
11. مصطفى أحمد
12. غريد الشاطئ
13. عبد المحسن المهنا
14. عبد الرب إدريس
15. حسين جاسم
16. رباب
17. صالح الحريبي
18. عتاب
19. إبراهيم القطان
20. سليمان الملا
21. عبد الله الرويشد
22. عبادي الجوهر
23. نبيل شعيل
24. نوال
25. عبد المجيد عبد الله
26. رابح صقر
27. محمد المسباح
28. محمد البلوشي
29. فيصل السعد
30. حسين الجسمي

## قضية يوسف ناصروشركة زين
في 15 يناير صرح الشاعر يوسف ناصر بأنه سيرفع دعوى قضائية على شركة زين للاتصالات على خلفية سرقتها لحقوقه الفكرية باستغلالها لأغنية (آه يالأسمر يا زين) للفنان عبد الكريم عبد القادر دون الرجوع إليه.